# アレックス・ラニアー
アレックス・ラニエ（英語: Alex Lanier、2005年1月26日 - ）は、フランスの男子バドミントン選手。元世界ジュニアランク1位。

## 経歴
2019年に山形県鶴岡市で行われた国際バドミントンU16庄内大会2019で男子シングルス準優勝。
2022年にヨーロッパジュニア王者となる。
2023年の世界ジュニア選手権では、銅メダルを獲得した。

### 2024年
カナダ・オープンでは、準々決勝で世界ランク10位の西本拳太を破るなどして決勝に進出。
8月のジャパン・オープンでは、1回戦から第6シードのリー・ジージャを破る。準決勝では、世界ランク1位の石宇奇を破り、決勝では周天成をストレートで破って優勝。19歳にしてBWFワールドツアー750タイトル獲得の快挙を成し遂げた。

### 2025年
3月のオルレアン・マスターズで優勝し、3月12日付の世界ランクで10にランクイン。20歳にして、フランス人の男子シングルス選手として史上初の世界TOP10入りを達成した。
4月のヨーロッパ選手権では、準決勝と決勝でそれぞれポポフ兄弟を破って優勝。ヨーロッパ選手権男子シングルス種目では、フランス人として史上初の制覇という快挙だった。